# Rafael Pamplona Escudero
Rafael Pamplona Escudero fue un abogado, político y escritor, que fue alcalde de Zaragoza.

## Biografía

### Vida Familiar
Nació en Zaragoza, el 24 de enero de 1865, en el seno de una familia burguesa de clase alta.
Hijo de Manuel Pamplona y Serrano y de Juana Escudero León, tuvo tres hermanos: Vicente, Manuel y el pintor Timoteo Pamplona Escudero, que llegó a ser director de la Escuela de Artes y Oficios de Zaragoza.
Contrajo matrimonio con Luisa Soteras Plá, hija del dueño de la Banca Soteras, con la que tuvo numerosa prole. Entre sus yernos figuraron el General José Artero Soteras, militar y profesor de la Academia General Militar de Zaragoza que contrajo matrimonio con Pilar Pamplona Soteras, o el aristócrata aragonés Ramiro Ferrández y Fernández de Mendívil, de los Condes de Torreflorida, que casó con su hija primogénita Ángeles.
Murió en Zaragoza, el 2 de enero de 1928, en su domicilio del Paseo de la Independencia número 29.
Tiene una calle en su memoria, ubicada en el distrito Universidad de la ciudad de Zaragoza.

### Carrera
Doctor en Derecho, realizó sus estudios en las Universidades de Madrid y Zaragoza, completando su formación como profesor mercantil en las Escuelas de Comercio de ambas ciudades.
Afiliado al Partido Conservador, sus primeras actividades públicas están vinculadas a la política. Fue vicepresidente de la Diputación Provincial de Zaragoza a la que representó en el Congreso Pedagógico de 1892 en Madrid y, brevemente, alcalde de Zaragoza en 1897.
Tras manifestar su desconfianza en la acción política, acabaría dedicándose de lleno a la literatura que siempre había cultivado para sí. La coyuntura le fue ofrecida por su quebrantada salud, ya que padecía una enfermedad que le impedía moverse libremente y que le obligó a pasar largas temporadas en diferentes balnearios europeos.
En 1903 obtuvo un accésit en el concurso de novela de la editorial Heinrich y Compañía con Cuartel de inválidos, con la que obtuvo relevancia nacional. Desde aquel instante hasta su muerte, veinticuatro años después, publicó catorce novelas, cuatro colecciones de cuentos e infinitas colaboraciones en medios de comunicación como Blanco y Negro, Cultura Española, Heraldo de Aragón, la Revista de Aragón o La Voz de Aragón, donde escribió en los últimos años de su vida.
Asimismo, hasta su muerte acaecida en 1929, siguió profundamente implicado en la vida social y cultural de Zaragoza ya fuera como presidente de la Sección de Literatura del Ateneo de la ciudad, iniciador de la Biblioteca Argensola, secretario general de la Sociedad Aragonesa de Amigos del País o como fundador de la Cooperativa de San Antonio para la construcción de casas para obreros.
Rafael Pamplona Escudero forma parte de esa generación de la burguesía mercantil y profesional aragonesa, conservadora y regionalista. Como escritor logró fama en toda España por su prosa, que le ganó comparaciones con Alarcón, Pereda y Palacio Valdés con quienes compartía un estilo muy similar propio de la literatura de provincias. Su pluma fue guiada siempre por una finalidad ética y didáctica, con la que quiso hacer bien a sus lectores. Muy apegado a su tierra, sus páginas demuestran sin embargo que, aún sin saberlo, llevaba muy dentro de sí el extranjerismo.

## Obra

### Novelas ciudadanas
- Cuartel de inválidos
- Juego de damas
- El hogar en cenizas
- Boda y mortaja
- La ciudad dada al diablo
- Don Martín el humano
- Los amarillos
- El asalto al fuerte Aventín
- El hijo de Parsifal

### Novelas campesinas
- Los pueblos dormidos
- El camino de los ciegos
- Tierra prometida
- El cura de misa y olla
- El charlatán político

### Cuentos
- El tesoro de la bruja
- Siestas del silenciario
- Cuentos del Casino

### Relatos
- Engracia
- Cara a las llamas rojas[1]